# 大內晴持
大內晴持（日语：／ Ōuchi Harumochi，1524年—1543年6月9日、大永四年－天文十二年五月七日），日本戰國時代武將、周防（今山口縣）大名大內氏第16代當主大內義隆之養子。
晴持之生父為土佐一條氏的一條房冬，然而亦有部分文獻紀載其生父為一條房家，若按此說則晴持為房冬之弟。其母為房冬之側室，也是大內義隆之姊。以其家世而言，晴持兼具公家與武家血統，血脈顯赫。此外據《大內義隆記》異本記載，晴持之生母為「伏見宮之姬宮」，《房顯記》則稱其為「伏見殿之息女，一條殿之側子」，即為伏見宮皇族之女，嫁予土佐一條氏為側室後所生。此說若可信，則晴持兼具皇族、公家與武家三重血脈，出身之高貴，更非尋常武家子弟可比。

## 生平
晴持幼名太郎，元服後初名為一條恒持。後獲得室町幕府將軍足利義晴賜予偏諱，改名為「大內晴持」，並稱「新介」。
由於其舅父大內義隆時無子嗣，晴持在3歲時便被義隆收為養嗣子。晴持容貌俊美，文武雙全，且精通和歌、管絃、蹴鞠等雅樂教養。也因為擁有公家名門一條家的血統，而深受義隆寵愛。
天文九年（1540）正月，義隆自防府出兵安藝，晴持亦隨軍出征。翌年（1541年）三月抵達安藝，並於五月五日在嚴島觀賞流鏑馬等軍中雅事。
天文十年十一月，出雲大名尼子經久薨逝。翌年（1542年）正月，義隆出征出雲，晴持隨軍同行。
天文十二年（1543年）三月，義隆軍包圍了由尼子晴久守備的月山富田城。然因部將三刀屋久扶、本城常光等人倒戈，致使大內軍潰敗（第一次月山富田城之戰）。義隆與晴持於同年五月七日潰走至出雲浦（今島根縣松江市一帶），隨後分經不同路線退往周防。
敗軍之際，尼子軍緊追不捨，大內家臣福島親弘與右田彌四郎等人奮戰而死，為晴持爭取脫身之機，晴持也趁此登船逃亡。不料途中一名士兵試圖從水中攀船，就在船上人員以棹驅逐之際，卻意外導致船身失衡翻覆，致使晴持不幸溺斃，享年僅20歲（《大內系圖》記載「可能是15歲」，而《中國治亂記》則記為19歲）。

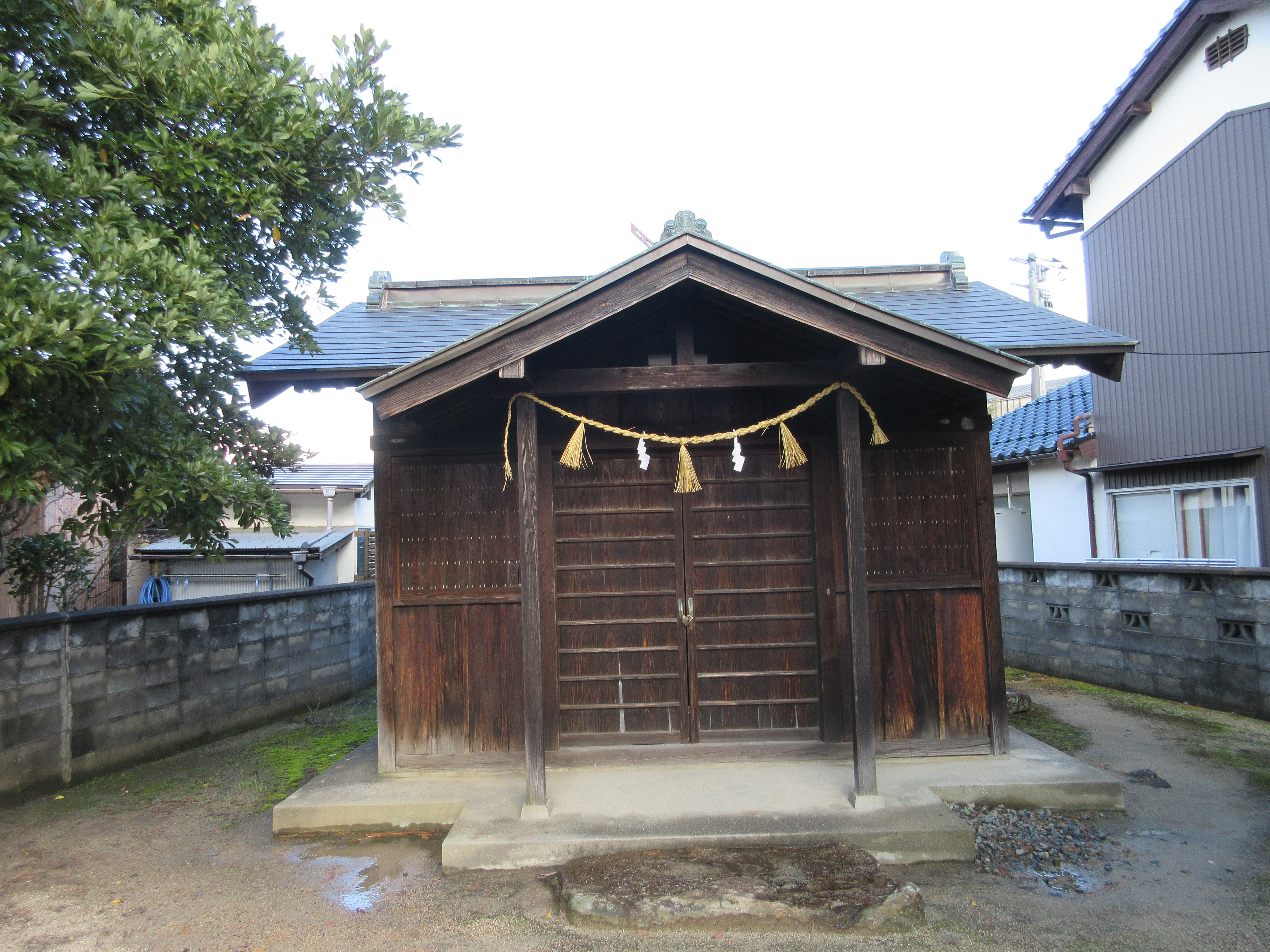
大內權現（現今島根縣八束郡東出雲町大字揖屋町西揖屋）

晴持之死，令義隆深感哀痛，其遂向幕府請求追贈將軍家通字「義」字，以「義房」為諡，為晴持弔祭。自此，後世家譜多以「大內義房」稱之。地方百姓亦感晴持死之悲切，遂建社奉祀。今島根縣松江市東出雲町揖屋尚有「大內權現」（大內神社）遺存，以祀晴持之靈。

## 經歷
※日期皆為舊曆（陰曆）
- 天文七年（1538年）十二月三日：敘任從五位下。
- 天文八年（1539年）六月十五日或十九日：升敘從五位上，並被任命為「周防介」或「周防權介」。
- 天文九年（1540年）九月五日：轉任為「左兵衛佐」。
- 天文十年（1541年）七月廿二日或廿三日：遷任為「左衛門佐」。
- 天文十一年（1542年）一月五日：升敘為正五位下。

## 史料
- 大内系図
- 中国治乱記
- 歴名土代（日语：歴名土代）
- 大内義隆記
- 房顯記

## 出處
1. ↑  『大内義隆記』
2. ↑  『大内義隆記』異本
3. ↑  『房顯記』
4. ↑  『大内系図』
5. ↑  『大内系図』
6. ↑  『中国治乱記』
7. ↑  『大内義隆記』異本
8. ↑  『房顯記』
9. ↑  今井尭（1984）P.326
10. ↑  近藤清石（1885）P.26
11. ↑  島根県松江市 - 大内神社 オオウチジンジャ（2022）

## 外部連結
- 武家家伝＿大内氏（页面存档备份，存于）